# پگی استوارت
پگی استوارت (انگلیسی: Peggy Stewart؛ ۵ ژوئن ۱۹۲۳ – ۲۹ مهٔ ۲۰۱۹) هنرپیشه اهل ایالات متحده آمریکا بود. وی بین سال‌های ۱۹۳۷ تا ۲۰۱۹ میلادی فعالیت می‌کرد.
از فیلم‌ها یا برنامه‌های تلویزیونی که وی در آن نقش داشته‌است می‌توان به علف، اون پسر منه، نام من ارل است، بورلی هیلز، ۹۰۲۱۰، و فلش فوروارد اشاره کرد.